# Емел (Алабама)
Емел (енгл. Emelle) град је у америчкој савезној држави Алабама. По попису становништва из 2010. у њему је живело 53 становника.

## Демографија
Према попису становништва из 2010. у граду је живело 53 становника, што је 22 (71,0%) становника више него 2000. године.
| Група             | 2000.      | 2010.      |
| Белци             | 2 (6,5%)   | 3 (5,7%)   |
| Афроамериканци    | 29 (93,5%) | 50 (94,3%) |
| Азијати           | 0 (0,0%)   | 0 (0,0%)   |
| Хиспаноамериканци | 0 (0,0%)   | 0 (0,0%)   |
| Укупно            | 31         | 53         |